# Acartia sinjiensis
Acartia sinjiensis is een eenoogkreeftjessoort uit de familie van de Acartiidae. De wetenschappelijke naam van de soort is voor het eerst geldig gepubliceerd in 1940 door Mori.